# Kowaliki (Kalników)
Kowaliki (daw. Dubina) – część wsi Kalników w Polsce, położona w województwie podkarpackim, w powiecie przemyskim, w gminie Stubno.
W latach 1944–1948 w ZSRR (rada wiejska Małnów, rejon mościski, obwód drohobycki). W maju 1948 chutory Dubina i Macyki odłączono od rady wiejskiej Małnów i włączono z powrotem do Polski w ramach korekty granicy państwowej między Polską a ZSRR. 
W latach 1975–1998 Kowaliki administracyjnie należały do województwa przemyskiego.